# 奶瓶仔
Bb nipple 是一个整天拿着奶瓶的一个卡通人物，在中国，通常称作“奶瓶仔”。他于愚人节那天在黑与白农场（ Black-and-white Farm）出生， 由于2008年创建的卡通公社（ Cartoon Commune）而被许多中国的年轻人熟知。奶瓶仔是一个头脑简单的男孩。他永远长不大，也没有人知道他的年龄。 